# اولونا
اولونا (به لاتین: Avlona, Cyprus) یک منطقهٔ مسکونی در قبرس است که در ناحیه نیکوزیا واقع شده‌است.

## خصوصیات
اولونا ۳۶۷ نفر جمعیت دارد.